# インスラ

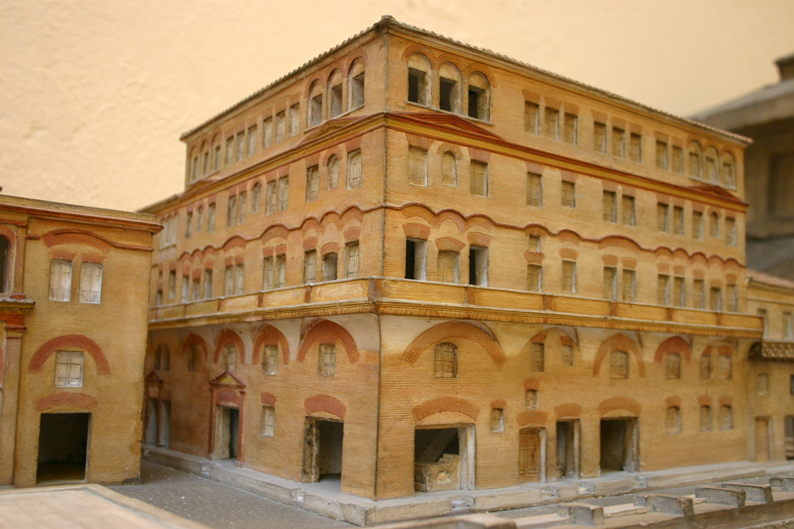
インスラ（多層型共同住宅）の模型
オスティア市のディアナの家を復元したもの。

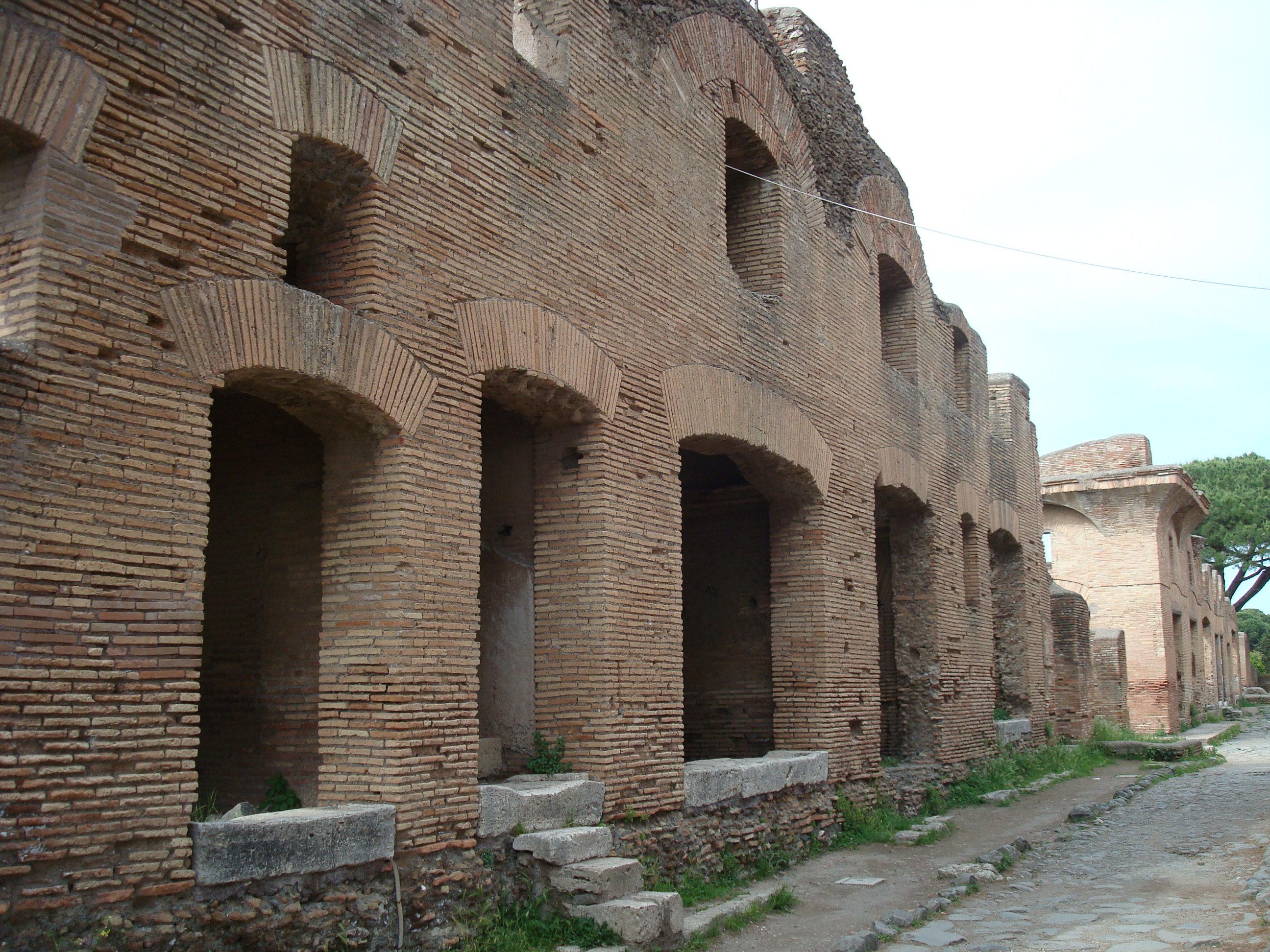
ローマの港町オスティアに残る紀元2世紀初期のインスラの遺構

インスラあるいはイーンスラ（羅: īnsula, 複数形 īnsulae）はラテン語で借家を意味する。古代ローマではプレブス（下層階級）やエクィテス（中流階級）のローマ人が住んだ大規模なアパート、賃貸集合住宅。5〜6階建てのものもある。
建物の1階はタヴェルナや貸店舗で、上層階が住居になっている。
"īnsula" のラテン語本来の意味は「島」であった。当初はまとまりをもった街区のことを言ったとも考えられる。上から見ると周囲を通りに囲まれ、互いに隔てられているため意味の転用が起きたという。
ローマ都市の都市化の進展により、住宅需要が高まって、都心も郊外も土地が高騰した。結果として一戸建ての邸宅であるドムスは上流階級でなければ持てなくなった。そのため市内に住む住民の多くがインスラと呼ばれるアパートに住んだ。

## 構造
インスラの多くは、投機的目的で最小経費で建設された。したがってインスラは安普請で、材木と煉瓦で造ったり、後には原始的なコンクリートで造った。ユウェナリスの『風刺詩集』にあるように、火災に弱く倒壊しやすかった。暖房や水道はないことが多く、場合によってはトイレも共同になっていた。居住空間は、最上階では最も狭く、一番下の階では最も広い。そのため最下階の部屋の賃貸料が最も高かった。安全性の問題と階段を登る労力の問題があるため、最上階は最も敬遠され、賃貸料も安かった。インスラは6階から7階建てで、一説には高さが制限される以前には9階建ての高い建物もあったという。1つのインスラには330m2（3600平方フィート）に40人以上が住んでいたが、通常6つから7つのアパートが構造上繋がった形で作られており、各アパートは1000平方フィートほどだった。

## ローマの場合
火災と倒壊の危険性があるため、皇帝アウグストゥスはインスラの高さを70ローマンフィート (20.7m) に制限し、皇帝ネロがローマ大火の後で60ローマンフィート (17.75m) に制限した。紀元200年代後半、最大で5万棟のインスラがあったとされ、同時期の一戸建て住宅ドムスはわずか2000戸だった。その後都市の人口は徐々に減少していった。

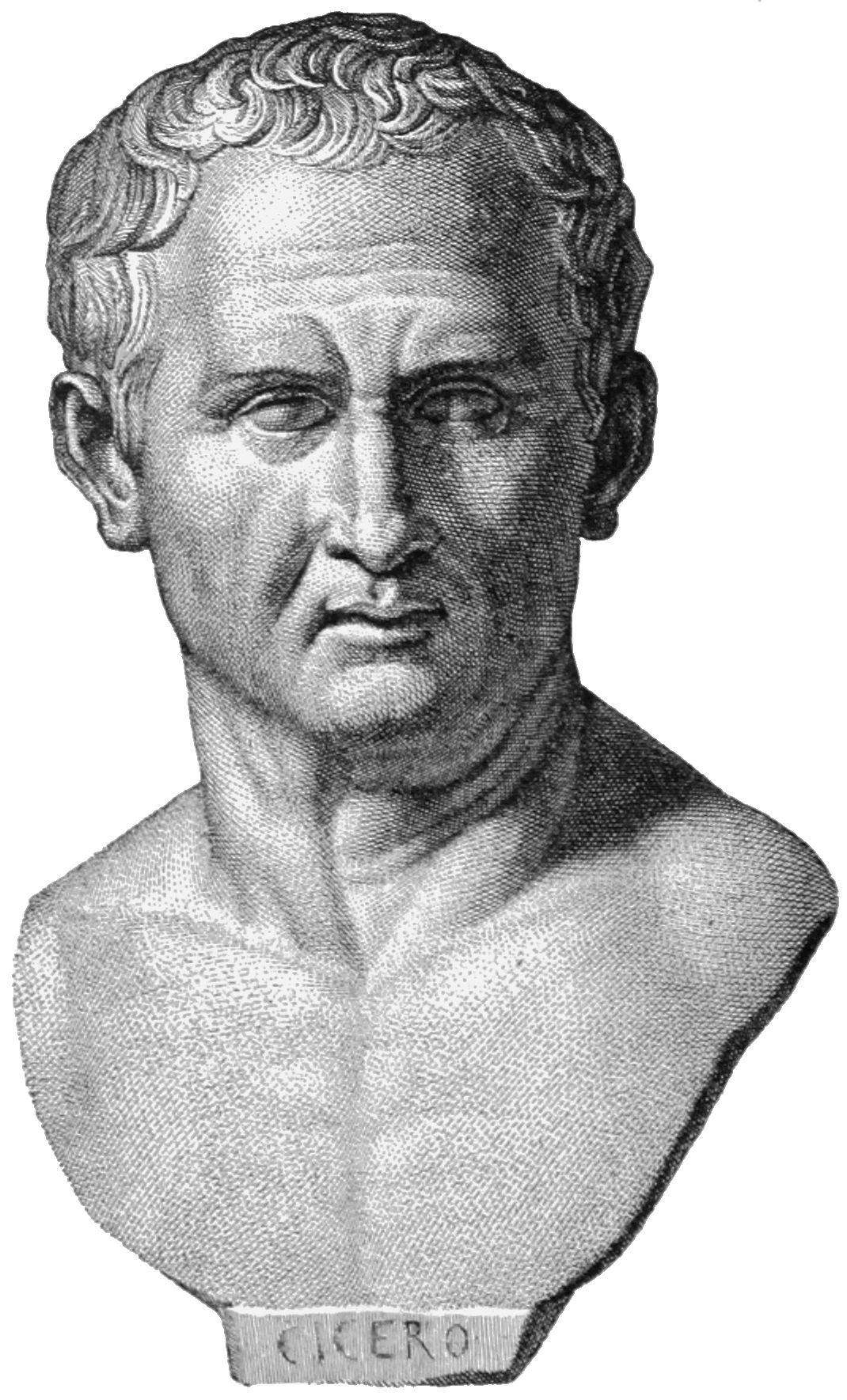
マルクス・トゥッリウス・キケロ

ローマの雄弁家キケロは地主としても有名で、ローマ市内に多数のインスラを所有していた。手抜き工事でインスラが倒壊したとき、キケロは新しいインスラを建てれば高い賃貸料を取れるから倒壊してよかったと述べたという話が伝えられている。
ストラボンの著作によれば、ローマのインスラの多くにはドムスと同様に水道と下水設備があった。ところが、住人の多くはゴミや糞尿を窓から周囲の通りに捨てていたという。
古代ローマは賃貸の集合住宅を生み出した最初の文明である。

## ギャラリー

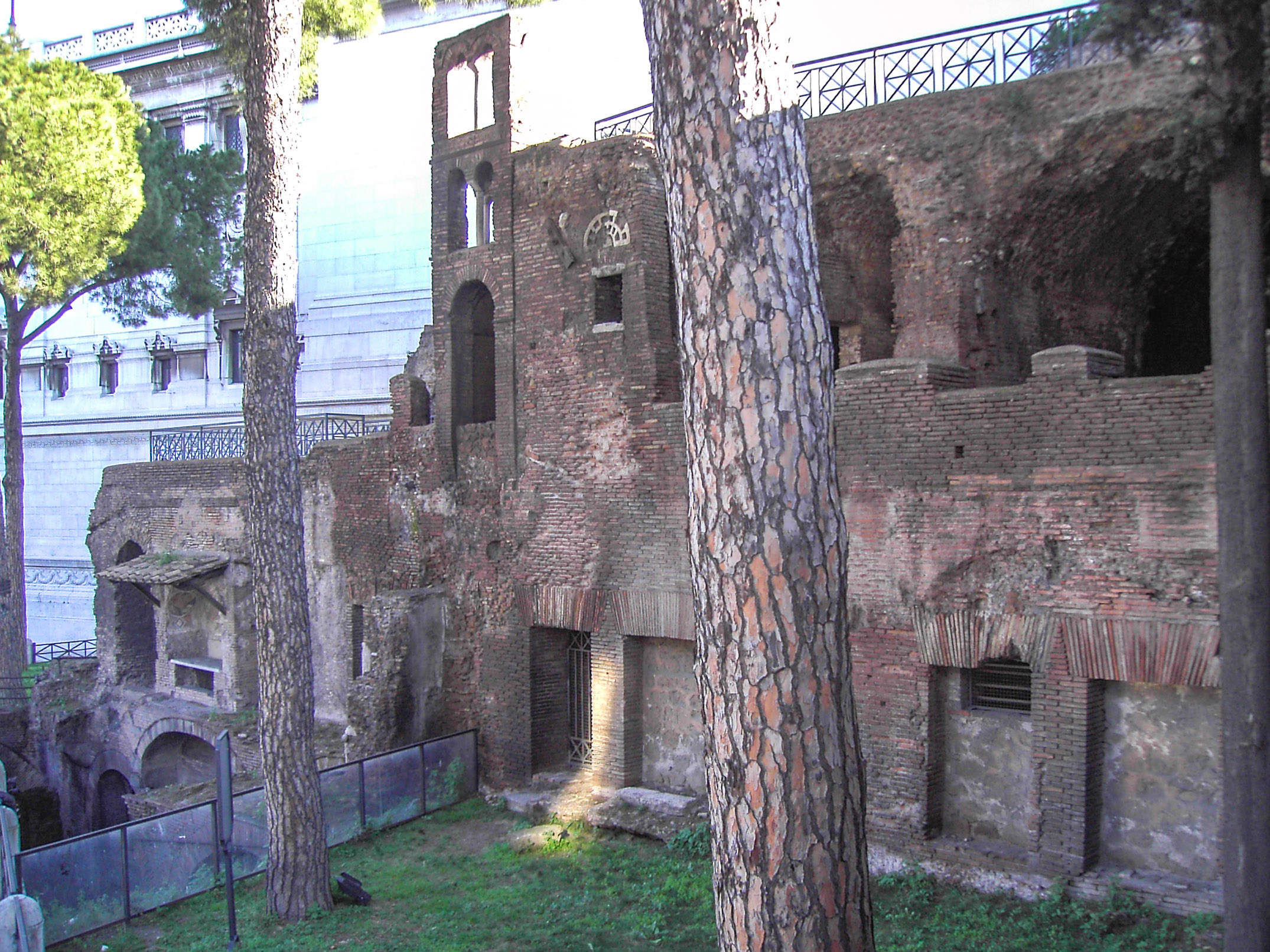
ローマのカンピドリオ付近にあるインスラの遺跡
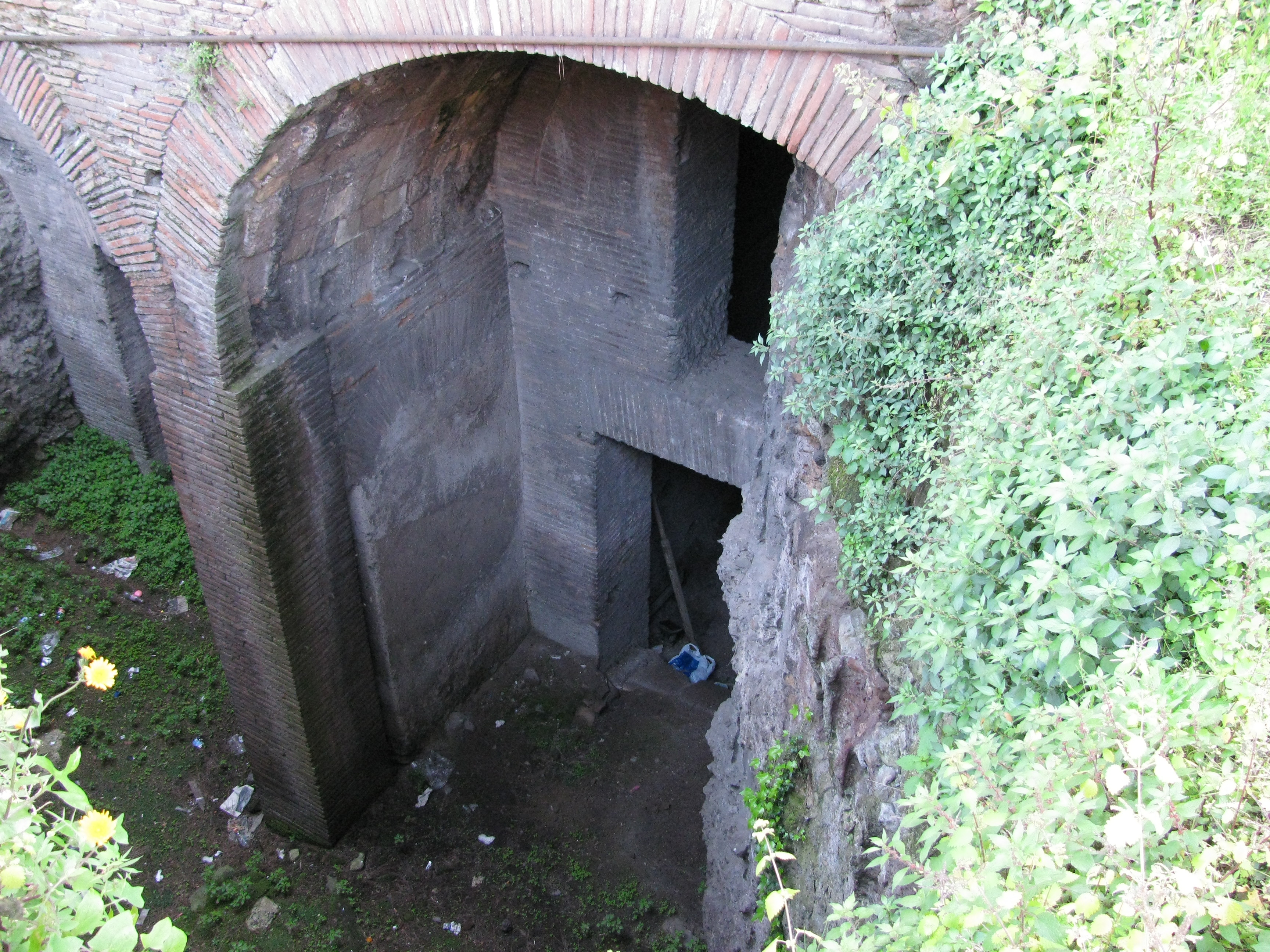
地上階、アーチ型の入り口
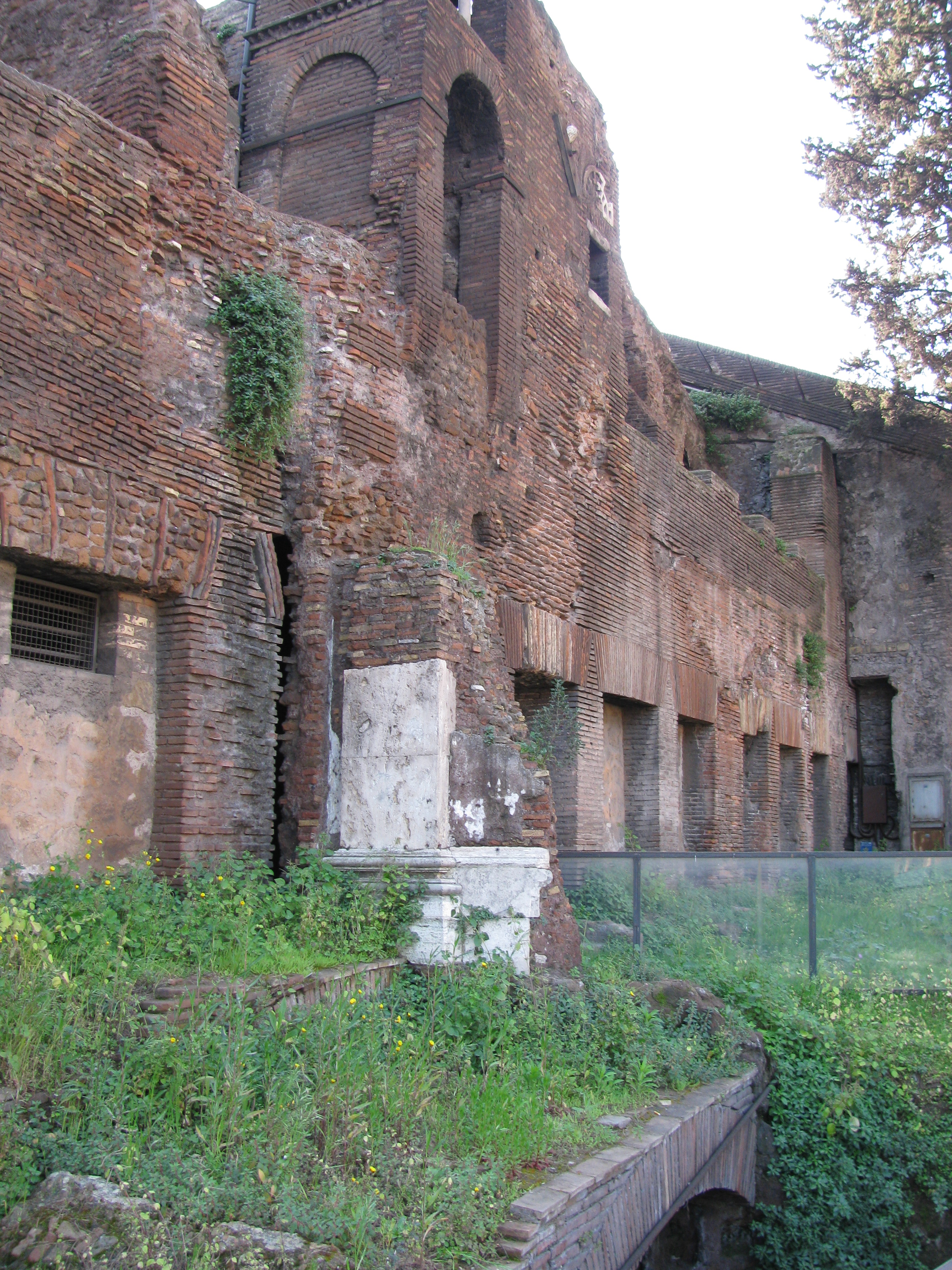
2階および3階
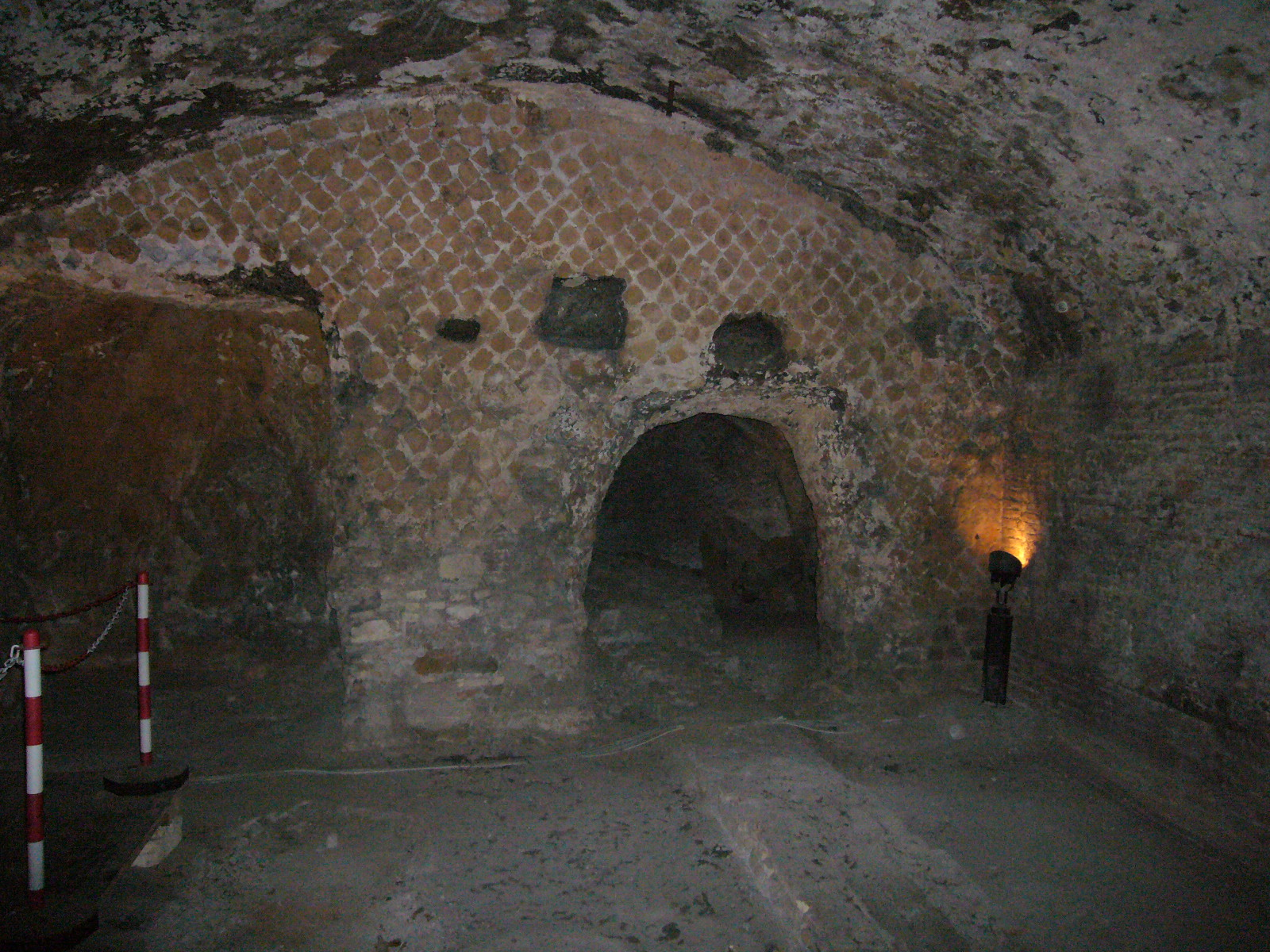
1階内部
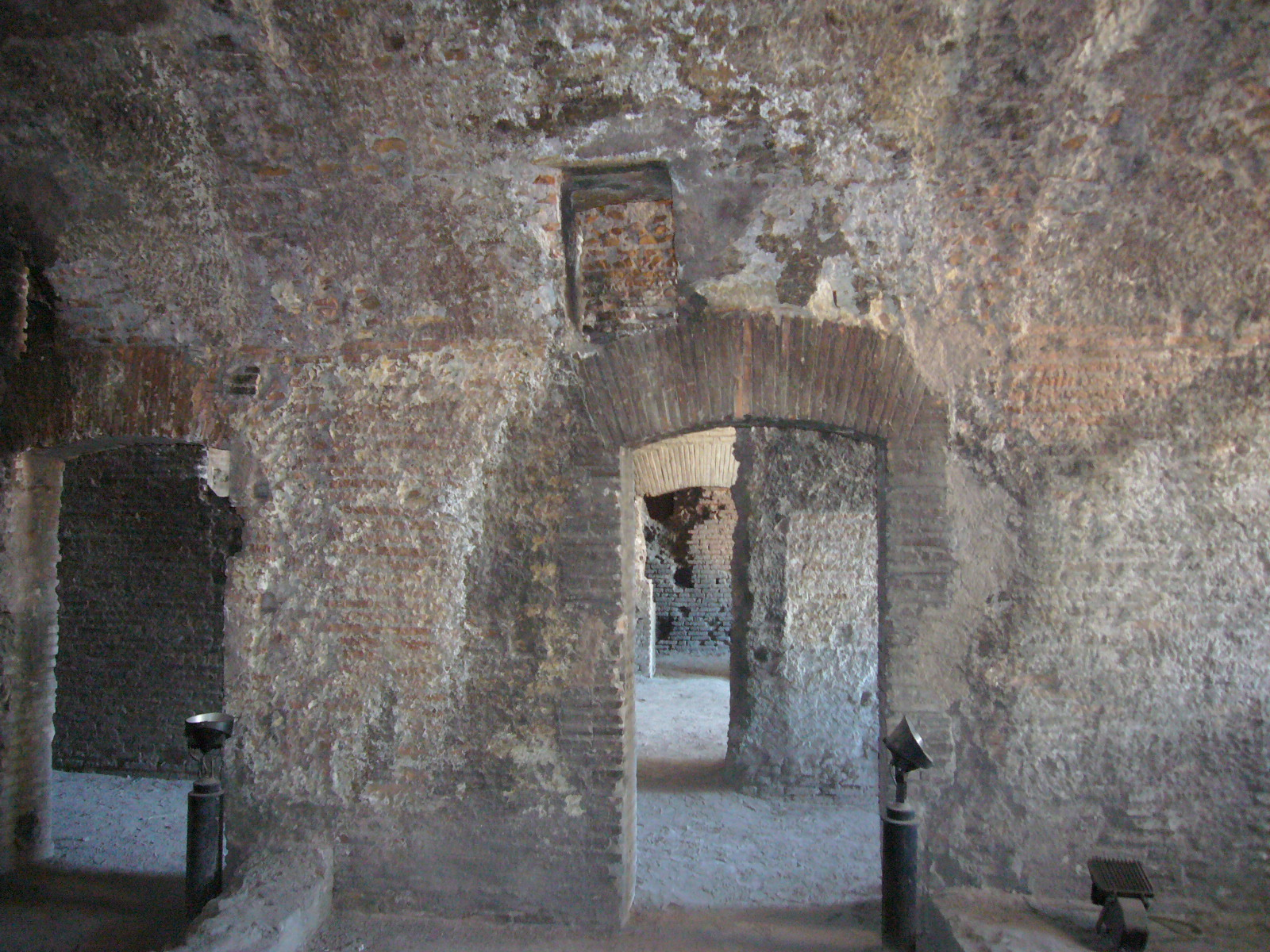
2階内部